# Bierkau
Bierkau (biał. Беркаў; ros. Берков, Bierkow; pol. hist. Berków, Berkowo) – wieś na Białorusi, w obwodzie homelskim, w rejonie oktiabrskim, w sielsowiecie Pareczcza, w pobliżu Ptyczy.
Miejscowość graniczy z Rezerwatem Biologicznym Akciabrski.

## Historia
W XIX i w początkach XX w. zaścianek położony w Rosji, w guberni mińskiej, w powiecie bobrujskim, w gminie Laskowicze. W 1900 majątki mieli tu Wołk-Leonowiczowie, Wierzyńscy, Korzonowie, Leonowiczowie i Rudzińscy.
Po I wojnie światowej pod administracją polską, w Zarządzie Cywilnym Ziem Wschodnich, w okręgu mińskim, w powiecie bobrujskim, w gminie Laskowicze. W wyniku postanowień traktatu ryskiego znalazł się w granicach Związku Sowieckiego. Od 1991 w niepodległej Białorusi.